# 斯特里爾基 (佩列梅什利亞內區)
49°38′22″N 24°19′23″E / 49.63944°N 24.32306°E
斯特里爾基（烏克蘭語：Стрілки），是烏克蘭西部的村莊，隸屬利維夫州的利維夫區。該村始建於1452年，面積2.68平方公里，海拔高度303米，2001年人口551，人口密度每平方公里205.6人。